# Litoria mystax
Litoria mystax es una especie de anfibios de la familia Hylidae. Es endémica de Nueva Guinea Occidental (Indonesia).
Su hábitat natural incluye bosques tropicales o subtropicales secos y a baja altitud.